# Desa Citarik (administrativ by i Indonesien, lat -6,36, long 107,46)
Desa Citarik är en administrativ by i Indonesien.   Den ligger i provinsen Jawa Barat, i den västra delen av landet, 70 km öster om huvudstaden Jakarta.